# Henrik Udahl
Henrik Udahl, né le 12 janvier 1997 à Askim en Norvège, est un footballeur norvégien qui évolue au poste d'avant-centre au Ham-Kam.

## Biographie

### Débuts professionnels
Né à Askim en Norvège, Henrik Udahl commence le football dans le club local du Askim FK (en) avant d'être formé par le Vålerenga Fotball. Il joue son premier match avec ce club le 13 avril 2016, lors d'une rencontre de coupe de Norvège face au Løten FK (en). Il entre en jeu à la place de Ghayas Zahid (en) et participe à la victoire de son équipe en inscrivant également son premier but (1-4 score final).
Il s'agit de sa seule apparition pour Vålerenga avant de quitter le club et de poursuivre sa carrière au Follo Fotball puis au Fana IL (en).

### Åsane Fotball
Le 27 mars 2019, Henrik Udahl rejoint l'Åsane Fotball pour un contrat d'un an. Le club évolue alors en troisième division norvégienne.
Lors de sa première saison il participe à la promotion de l'Åsane Fotball en deuxième division norvégienne. Il prolonge alors son contrat avec le club de deux saisons supplémentaires.
À l'Åsane Fotball, Henrik Udahl devient un atout majeur de son équipe et un buteur prolifique, il termine notamment meilleur buteur de la deuxième division norvégienne lors de la saison 2020 avec 19 réalisations.

### Retour au Vålerenga Fotball
Le 15 février 2021, Henrik Udahl fait son retour dans son club formateur, le Vålerenga Fotball. Il signe un contrat de trois ans,.
Il découvre alors l'Eliteserien, l'élite du football norvégien, en jouant son premier match dans cette compétition le 12 mai 2021, face au SK Brann. Il entre en jeu et son équipe s'impose par trois buts à zéro. Remplaçant à ses débuts, la blessure de Viðar Örn Kjartansson lui permet de gagner en temps de jeu pendant près de trois mois, il inscrit un total de cinq buts entre juin et août 2021, se montrant à son avantage. Mais le retour de Kjartansson le pousse de nouveau sur le banc.
En tout il marque 13 buts en 55 matchs lors de son deuxième passage à Vålerenga mais doit souvent se contenter de jouer les seconds rôles, derrière Viðar Örn Kjartansson et Torgeir Børven, tous deux davantage utilisés.

### Hamarkameratene
En janvier 2023, Henrik Udahl s'engage en faveur du Hamarkameratene. Le transfert est annoncé dès le 1er décembre 2022 et signe un contrat de quatre ans, soit jusqu'en décembre 2026.